# Ovipalpus
Ovipalpus – rodzaj chrząszcza z rodziny sprężykowatych.
Stworzony został w 1851 przez Soliera, który umieścił w nim pojedynczy gatunek Ovipalpus pubescens. Diagnostykę rodzaju opublikował 6 lat później Lacordaire. Drugi Ovipalpus piceus przedstawiony został nauce w 1910. Kolejny gatunek Ovipalpus schajovskoii opisał Golbach w 1953. Badacz ten przedstawił również klucz do ich oznaczania, jak i podgatunki.
Rodzaj zaliczano wcześniej do podplemienia Dicrepidiina w plemieniu Ampedini i podrodzinie Elaterinae. Obecnie wydaje się być bliżej spokrewniony z Prosterninae.